# تپه شهر سبز زاغه علیا
تپه شهر سبز زاغه علیا مربوط به دوران‌های تاریخی پس از اسلام است و در شهرستان دیواندره، بخش سارال، روستای زاغه علیا واقع شده و این اثر در تاریخ ۲۴ فروردین ۱۳۸۲ با شمارهٔ ثبت ۸۰۲۰ به‌عنوان یکی از آثار ملی ایران به ثبت رسیده است.